# Kiss from the Darkness
A Kiss from the Darkness (stilizálva Kiss from the darkness) a Scandal japán pop-rock együttes kilencedik stúdióalbuma, amely 2020. február 12-én jelent meg a her kiadásában. Az album népszerűsítése érdekében az együttes hasonló néven egy világkörüli turnét is tartani fog. A lemez február 14-én a JPU Records kiadásában nemzetközileg is megjelent.

## Háttér
Az albumon szereplő dalok elsődleges célja, hogy kiszélesítsék az együttes koncertjein játszott visszatérő számok skáláját. Másik fontos téma volt, hogy az együttes tagjai ne csak a pozitív oldalukat, hanem „az emberségük és az őszinteségük teljes egészét” megmutassák.
A Tonight című dallal ugyan elégedettek voltak a zenekar tagjai, azonban ki szerettek volna próbálni valami újat; ezért Sasukét bízták meg a hangkeveréssel, aki korábban még nem dolgozott hangszeres együttesekkel. Sasuke először visszautasította az ajánlatot, mondván, hogy az elküldött dal már készen van és ehhez ő már nem tud mit hozzátenni, azonban végül rábeszélték a dal átdolgozására. Az elküldött demó nem tartalmazott élőhangszeres játékot, így problémás lett volna koncerteken előadni. A dal a Raisze de va csanto simaszu című doramasorozat nyitófőcím és Kintetsu Pass’e bevásárlóközpont televíziós reklámjának betétdala volt.
A Laundry Laundryt Tomomi írta, és arról szól, hogy a házimunka „megtisztította az érzelmeit”, amikor elcsigázott volt. A dal eredeti változatában egyetlen gitár szerepelt, mivel Tomomi egy olyan számon szeretett volna akusztikus gitáron játszani, amihez személyesen kötődik. Koncerteken ezt nehézkes lett volna előadni, ezért megpróbálta áthangszerelni, de mivel nem sikerült neki, ezért végül Takeda Júszukét bízták meg ezzel. A Laundry Laundry volt a zenekar első száma, amin clavesen, cabaçán vagy száncsengőn játszanak, de a számon Takeda marimbán is zenél.
A Neon Town Escape című dal szövegét és zenéjét is Haruna írta, ezzel ez a második szám, aminek a szövege és a zenéje is a nevéhez fűződik. A dalt azért kezdte el írni, mivel 2019 elején Szató Csiakival megígérték egymásnak, hogy dalokat fognak írni. A dal hangzása az 1990-es évek soulzenéit idézi, mivel Szató dalai is hasonló hangzásúak, ezért felkérték a dal hangszerelésére.
A Ceramic Blue gyorsabb tempójú szerelmes dal, amely a szerelmesek elfojtott nyugtalanságairól és aggodalmairól szól. A dalban Mami „azt a bizonytalanságot vagy homályosságot” akarta dalba foglalni „amit csak a szerelmesek érezhetnek”. A szám hangulatát úgy próbálta kialakítani, „minta nem lenne hova menekülni, […] mintha a tenger közepén lennél.”
Az Amidakudzsit kifejezetten a GeGeGe no Kitaró animesorozathoz írták, így annak az együttesre nem jellemzően sötét világnézete és kísérteties légköre van. Ez volt a zenekar első dala, amelynek a „harag” volt a témája, nem pedig valamilyen derűsebb tárgy. A szám szövegének megírásához Szuzuki korábban nem használt, „erőteljesebb” szavakat alkalmazott, ezzel megszegve a saját dalszövegírási szabályait.
A Cuki egy közepes tempójú ballada. A dal éneksávjának felvételéhez Haruna besötétítette a felvevőfülkét és kézi mikrofont használt, hogy ezzel meghittebb hangulatot adjon a hangjának.
Az album „szivárványleves” címre keresztelt borítóját Q-ta japán kollázsművész készítette.

## Dallista
| 1.  | Tonight                                                   | Mami   | Mami   | Sasuke           |  |
| 2.  | Masterpiece (マスターピース; Mestermű)                    | Rina   | Mami   | Kavagucsi Keita  |  |
| 3.  | Fuzzy                                                     | Rina   | Mami   | Mami             |  |
| 4.  | Szaisúheiki, kimi (最終兵器、君; Te vagy a végső fegyver) | Rina   | Mami   | Mami             |  |
| 5.  | Laundry Laundry (ランドリーランドリー; Szennyes szennyes) | Tomomi | Tomomi | Takeda Júszuke   |  |
| 6.  | Neon Town Escape                                          | Haruna | Haruna | Szató Csiaki     |  |
| 7.  | Ceramic Blue (セラミックブルー; Kerámiakék)               | Mami   | Mami   | Mami             |  |
| 8.  | Kinenbi (記念日; Évforduló)                               | Rina   | Mami   | Mami             |  |
| 9.  | Mabataki (まばたき; Pislogás)                             | Rina   | Rina   | Mami             |  |
| 10. | A.M.D.K.J.                                                | Rina   | Mami   | Mami             |  |
| 11. | Cuki (月; Hónap)                                          | Rina   | Mami   | Tacuzaki Júszuke |  |
| 12. | You Go Girl! ※kizárólag a lemezes kiadásokon              |        |        |                  |  |

| 1. | Masterpiece videóklip (マスターピース)     |  |
| 2. | Mabataki videóklip (まばたき)              |  |
| 3. | Fuzzy videóklip                            |  |
| 4. | Szaisúheiki, kimi videóklip (最終兵器、君) |  |
| 5. | A.M.D.K.J. videóklip                       |  |
| 6. | Tonight videóklip                          |  |

| 1. | Dokumentumfilm: "her" Diary 2018–2019 (ドキュメンタリームービー "her" Diary 2018 – 2019) |  |